# 산업 궁전

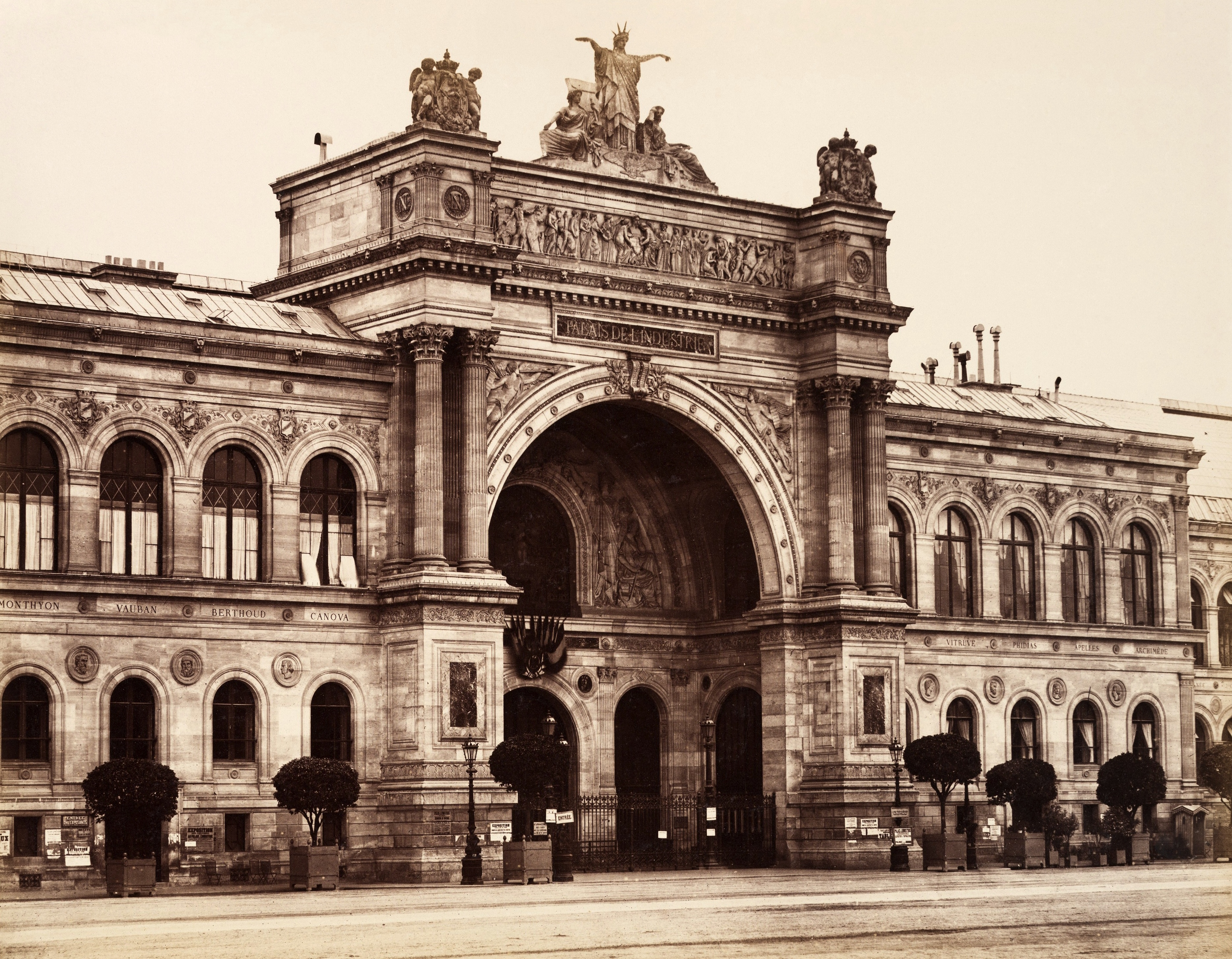
에두아르 발뒤가 1860년경 찍은 산업 궁전 사진

산업 궁전(Palais de l'Industrie)은 1855년 만국 박람회를 위해 센강과 샹젤리제 사이에 세워진 전시관이다. 같은 곳에 이름이 같은 건물들이 수차레 세워졌다. 첫 번째 산업 궁전은 1839년에 세워졌고 1844년과 1849년에 새 건물로 대신됐다. 1855년 세워진 건물은 건축가 장 마리 빅토르 비엘(Jean-Marie-Victor Viel)과 엔지니어 알렉시스 바롤(Alexis Barrault)에 의해 주로 설계됐다. 1897년에 1900년 세계 박람회 준비의 일부로 그랑 팔레를 짓기 위해 철거됐다. 나폴레옹 3세는 런던에서 1851년 세계 박람회가 개최된 몇 년 후에 열릴 1855년 세계 박람회를 개최해서 1851년 세계 박람회를 모든 면에서 압도할 프랑스의 우수함을 내보이고 싶었다. 특히 그는 수정궁에 필적할 전시관을 원했기 때문에 일종의 공모전을 진행했다.